# YesFamily – Owner of a Lonely Heart
A YesFamily – Owner of a Lonely Heart a Yes tagjainak 2004-es válogatáslemeze, melyen az együttes legsikeresebb dalai mellett, a tagok szólószámai is megtalálhatóak.

## Számok listája

### Első lemez
1. Owner of a Lonely Heart (6:00) – Yes
2. Magic Love (3:45) – Jon Anderson
3. Days of Wonder (5:00) – Billy Sherwood & Chris Squire
4. Merlin the Magician (6:46) – Rick Wakeman
5. Time Is Time (2:08) – Yes
6. Sad Eyes Lady of the Lowlands (11:51) – Steve Howe & Jon Anderson
7. Nine Voices (Longwalker) (3:21) – Yes
8. Long Distance Runaround (3:26) – Adam Wakeman & Friends
9. Roundabout (7:41) – Yes

### Második lemez
1. Yours Is No Disgrace (13:05) – Yes
2. One Of A Kind (6:28) – Earthworks
3. Face To Face (5:32) – Yes
4. And You And I (8:47) – Adam Wakeman & Friends
5. Created By Clive (2:29) – Peter Banks
6. Faithfully (4:07) – Jon Anderson
7. Open Your Eyes (5:14) – Yes
8. Dream River (3:56) – Steve Howe
9. Journey To The Centre Of The Earth (21:05) – Rick Wakeman

style="background:#9EFF9E;vertical-align:middle;text-align:center;" class="table-yes"|Igen